# Serednij Werezkyj-Pass
Der (Serednij) Werezkyj-Pass (früher auch Verecke-Pass oder lateinisch Porta Rusciae ukrainisch (Середній) Верецький перевал (Serednij) Werezkyj perewal – auch Ворітський перевал Worizkyj perewal; russisch (Средний) Верецкий перевал (Sredni) Werezki perewal; ungarisch Vereckei-hágó, auch Vereckei-szoros) ist ein strategisch wichtiger Gebirgspass in der heutigen Ukraine bei dem Dorf Schupany nördlich der Siedlung Wolowez.
Der 841 m hohe Pass spielte unter anderem in der Geschichte Ungarns eine wichtige Rolle. Der Legende nach stieß 895 die Mehrheit der Magyaren unter Árpád bei ihrer Landnahme über den Pass ins Karpatenbecken vor. In diesem Zusammenhang wird er auch als „Magyarenweg“ bezeichnet. Auch der Mongoleneinfall erfolgte 1241 über den Werezkyj-Pass; das über den Pass eingefallene mongolische Hauptheer schlug die Ungarn anschließend in der Schlacht bei Muhi.
Während des Ersten Weltkrieges erkämpften russische Truppen 1914 unter schweren Verlusten den Durchbruch, ehe sie am 30. Januar 1915 von österreichisch-ungarischen und deutschen Truppen zurückgeschlagen wurden. Im Zweiten Weltkrieg stießen die Truppen der Roten Armee 1944 über den Pass nach Ungarn vor.
In den 1980er Jahren wurde für den Straßenverkehr eine neue Trasse ca. fünf Kilometer weiter westlich angelegt. Die heutige ukrainische Fernverkehrsstraße M 06 zwischen Munkatsch und Lemberg führt nun nicht mehr über diesen Pass.

## Trivia
In seinem Buch Beste Gelegenheit zum Sterben kommt der Soldat Dominik Richert auch durch die Karpaten. Eindringlich beschreibt er die Armseligkeit der Gegend. Als er zum Verecke-Pass kommt, kann er sich eines Wortspiels nicht enthalten:

„Das Dorf hieß Verecky. Ein Soldat meinte: ‚Verreck i, das ist noch die Frage!‘ Wir marschierten weiter und erreichten bald ein anderes, ebenso armseliges Dorf. Auf einer Tafel stand der Name: ‚Also Verecky.‘ Nun meinte der Soldat: ‚Gibt’s für uns keine Rettung mehr? Dort steht’s: Also verreck i.‘“